# 10 Years (hudební skupina)
10 Years je americká rocková skupina, která vznikla v Knoxvillu v roce 1999. Skupina ještě existuje a hraje nadále. Kapela má tři důležité členy - Jesse Hasek, zpívá, Ryan Johnson, hraje na kytaru, a Briana Vodinha, který hraje na bicí. V roce 2001 odešel původní člen Mike Underdown a ve stejném roce ho nahradil Jesse Hasek. Kapela vydala šest alb za celou svojí existenci. Do kapely patřili také - Andy Parks (2001-2002), Matt Wantland (1999-2009) a Lewis „Big Lew“ Cosby (1999-2001, 2002-2012).

## Diskografie
- Into the Half Moon (2001)
- Killing All That Holds You (2004)
- The Autumn Effect (2005)
- Division (2008)
- Feeding the Wolves (2010)
- Minus the Machine (2012)
- From Birth to Burial (2015)
- (How to Live) as Ghosts (2017)